# Bill Simmons

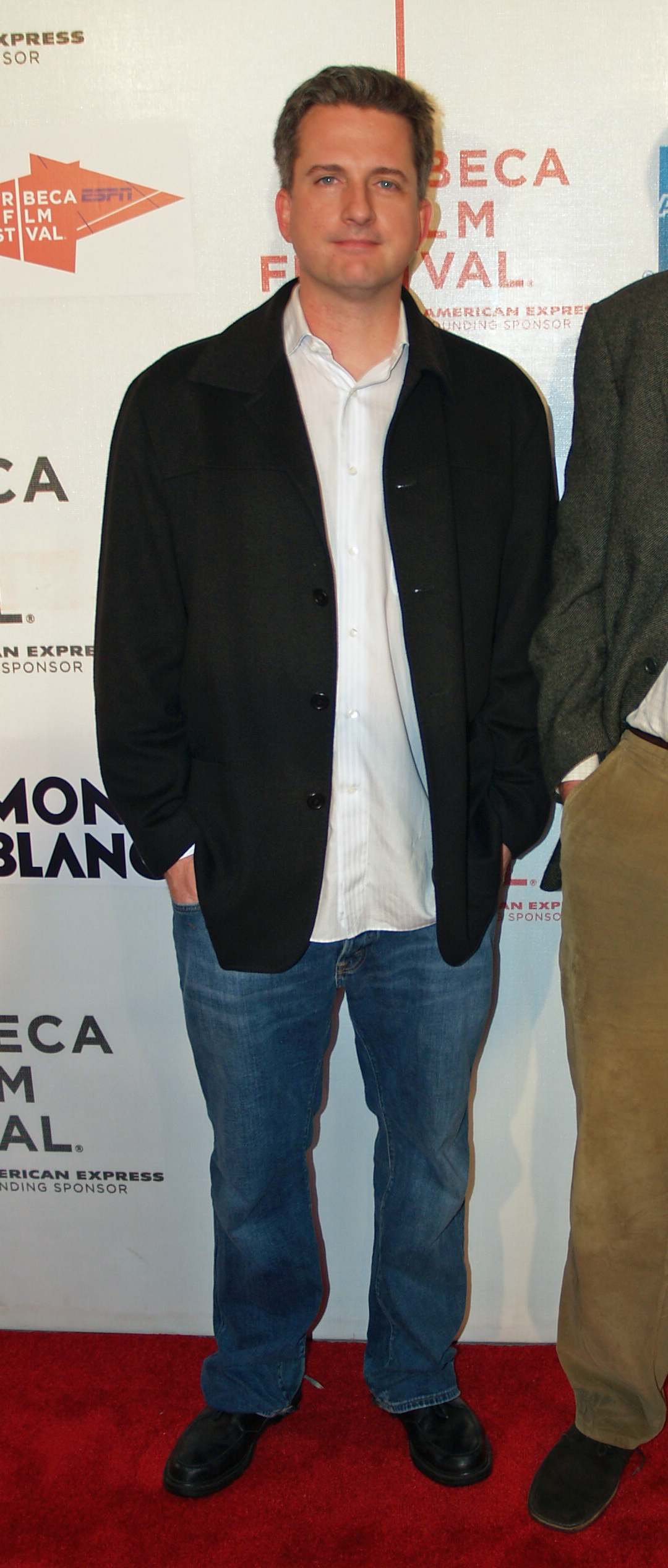
Bill Simmons 2007

William „Bill“ John Simmons III (* 26. September 1969 in Marlborough) ist ein US-amerikanischer Sportjournalist, Analyst, Autor und Podcaster. Berühmtheit erlangte er mit seinem Blog The Boston Sports Guy und seiner Anstellung beim US-Fernsehsender ESPN von 2001 bis 2015. Im Juli 2015 unterschrieb Simmons einen Multimedia-Betrag beim Sender HBO und ist aktuell Geschäftsführer der Webseite The Ringer, die in Teilen von HBO mitfinanziert wurde.

## Leben
Der am 25. September 1969 in Marlborough, Massachusetts geborene Simmons ist das einzige Kind von William Simmons und Jan Corbo. Nach der Trennung seiner Eltern zog Simmons im Alter von 13 Jahren nach Stamford, Connecticut, um bei seiner Mutter zu leben. Er besuchte Schulen in Greenwich und Wallingford, bevor er ein Bachelor-Studium der Politikwissenschaften am College of the Holy Cross begann. Nach dessen Abschluss im Jahr 1992 studierte Simmons an der Boston University im Master-Studium Journalismus und machte 1994 seinen Abschluss.

## Erste Karrierestationen und The Boston Sports Guy
Bereits während seiner Zeit am College of the Holy Cross schrieb Simmons Kolumnen für die Hochschulzeitschrift The Crusader und fungierte später als  Chefredakteur des Sportteils. Nach seiner Zeit an der Boston University arbeitete Simmons unter anderem als Barkeeper und Freelancer. Der Durchbruch gelang ihm mit seiner Online-Kolumne BostonSportsGuy.com, die über die Webseite des amerikanischen Medienkonzerns AOL verfügbar war und inhaltlich über Sport berichtete. In den ersten Monaten sendete Simmons die Kolumne nur an engere Freunde und Bekannte und erreichte so eine Reichweite von knapp 100 Menschen. Im November 1998 machte AOL den Blog online verfügbar und die Klickzahlen stiegen rasant. 2001 verzeichnete die Webseite im Schnitt 10.000 Leser und 45.000 Aufrufe pro Tag.

## Karriere bei ESPN
Der Erfolg von BostonSportsGuy.com machte den US-Sportsender ESPN auf Simmons aufmerksam und bot ihm 2001 an, drei Gastbeiträge zu veröffentlichen. Der Erfolg der drei Kolumnen bescherte Simmons eine eigene Sektion auf der ESPN-Webseite. In den Folgejahren wuchs die Popularität Simmons’ stetig. So verzeichnete seine Kolumne zwischen 2005 und 2009 jeweils knapp 500.000 monatliche Klicks.
Neben der Online-Kolumne schuf Simmons bei ESPN außerdem weitere Formate. Zusammen mit Connor Schell rief er die Dokumentationsserie 30 for 30 ins Leben, entwickelte den sehr erfolgreichen Podcast The B.S. Podcast und schrieb zwischen 2002 und 2009 in zweiwöchigem Rhythmus eine Kolumne für ESPN The Magazine.
Sein im September 2015 auslaufender Vertrag bei ESPN wurde aufgrund verschiedener Differenzen zwischen Simmons und dem Sender nicht verlängert.

## Karriere bei HBO
Nach der Vertragsunterzeichnung beim Sender HBO startete Simmons neue Talk-Show Any Given Wednesday im Juni 2016. Allerdings strich HBO die Sendung bereits im November 2016 aus dem Programm, Simmons Vertrag blieb jedoch weiterhin bestehen.

## The Ringer
Bereits im Februar 2016 kündigte Simmons seine neue Webseite The Ringer an, die ab Juni 2016 online verfügbar war. Die Plattform ist eine Sammlung verschiedener Inhalte zu Themen wie Sport, Lifestyle und Technologie. Einen großen Anteil der Inhalte machen verschiedene Podcasts aus. Im Februar 2020 verkündete Spotify die Übernahme von The Ringer, der Kaufpreis soll Berichten zufolge rund 200 Millionen US-Dollar betragen haben.

## Kontroversen
Während seiner Zeit bei ESPN sah sich Simmons häufig im Zentrum kontroverser Situationen. Gegenstand waren unter anderem leichte Zensuren durch ESPN, für die Simmons kein Verständnis zeigte. Außerdem suspendierte ihn der Sender zweimal, weil er über Twitter Kritik an ESPN oder ESPN-eigenen Sendungen äußerte und den NFL-Commissioner Roger Goodell als Lügner bezeichnete.

## Privates
Bill Simmons ist mit Kari Simmons (geborene Crichton) verheiratet, die beiden haben zwei Kinder: Zoe Simmons und Benjamin Oakley Simmons. Während seine Frau unter dem Pseudonym The Sports Gal häufig Erwähnung in seinen Kolumnen und Podcasts findet, hat sein Vater William oft als The Sports Dad Gastauftritte in Simmons’ Podcasts.
Simmons ist laut eigener Aussage großer Fan vieler Bostoner Teams, namentlich der Boston Celtics, der New England Patriots, der Boston Bruins und der Boston Red Sox.